# Erebia obscura
Erebia obscura är en fjärilsart som beskrevs av Rätzer 1890. Erebia obscura ingår i släktet Erebia och familjen praktfjärilar. Inga underarter finns listade i Catalogue of Life.